# Cephalopholis
Cephalopholis es un género de peces.

## Especies
- Cephalopholis aitha Randall & Heemstra, 1991
- Cephalopholis argus Schneider, 1801
- Cephalopholis aurantia (Valenciennes, 1828)
- Cephalopholis boenak (Bloch, 1790)
- Cephalopholis cruentata (Lacépède, 1802)
- Cephalopholis cyanostigma (Valenciennes, 1828)
- Cephalopholis formosa (Shaw, 1812)
- Cephalopholis fulva (Linnaeus, 1758)
- Cephalopholis hemistiktos (Rüppell, 1830)
- Cephalopholis igarashiensis Katayama, 1957
- Cephalopholis leopardus (Lacepède, 1801)
- Cephalopholis microprion (Bleeker, 1852)
- Cephalopholis miniata (Forsskål, 1775)
- Cephalopholis nigri (Günther, 1859)
- Cephalopholis nigripinnis (Valenciennes, 1828)
- Cephalopholis oligosticta Randall & Ben-Tuvia, 1983
- Cephalopholis panamensis (Steindachner 1876)
- Cephalopholis polleni (Bleeker, 1868)
- Cephalopholis polyspila Randall & Satapoomin, 2000
- Cephalopholis sexmaculata (Rüppell 1830)
- Cephalopholis sonnerati (Valenciennes 1828)
- Cephalopholis spiloparaea (Valenciennes 1828)
- Cephalopholis taeniops (Valenciennes 1828)
- Cephalopholis urodeta (Forster, 1801)